# 田村純一
田村 純一（たむら じゅんいち、6月28日 - ）は、日本のゲームクリエイター、小説家（ライトノベル作家）。レッド・エンタテインメントなどに所属。

## 来歴
純愛シミュレーションゲーム『みつめてナイト』の脚本・ディレクションで注目を受けた。デビュー作は『熱血大陸バーニングヒーローズ』（1995年・エニックス）。
KCETディレクターの高野泰と共に、『みつめてナイト』の取材で雑誌などのメディア露出は多かったが、本人についての情報は極めて少ない。『みつめてナイト』製作時にはレッド・カンパニー（現レッド・エンタテインメント）に所属し、それ以前に他社製作の作品の脚本を数本担当していた。また、『みつめてナイト』キャラクターデザインの竹浪秀行は古くから同じ作品に関わる事が多かった。
『天知未来がいる街』シリーズ以降は、同じくレッド・エンタテインメント所属の竜月がイラストを担当する事が多くなった。
2006年の『サクラ大戦物語 ～ミステリアス巴里～』の脚本を最後に足取りは途絶えている。

## 作品リスト

### ゲーム
- 熱血大陸バーニングヒーローズ（SFC・RPG） 企画・脚本[2]
- らんま1/2バトルルネッサンス（PS・格闘） 脚本・演出[2]
- 釣りバカ日誌（PS・釣り） ストーリーモード脚本
- みつめてナイト（PS・純愛シミュレーションゲーム） ディレクション・脚本・設定[2][3]
- サクラ大戦GB 檄・花組入隊!（GB・ドラマチックアドベンチャー） 脚本アシスト
- サクラ大戦 花組対戦コラムス2 （DC・パズル） ストーリーモード脚本[2]
- サクラ大戦3 ～巴里は燃えているか～（DC他・ドラマチックアドベンチャー） ※スペシャルサンクス[2]
- サクラ大戦物語 ～ミステリアス巴里～（PS2・AVG） ディレクション・シナリオ・スクリプトワークス[2]

### ドラマCD
- TWINBEE PARADISE '99 脚本[4]
- ドラマCD・みつめてナイト（全4巻） 脚本・構成・イメージソング作詞（各巻2曲）[5]
  - 第1巻 入国 ～ENTRANCE～
  - 第2巻 真実 ～TRUTH～
  - 第3巻 復讐 ～REVENGE～
  - 第4巻 時限 ～LIMIT～

### 音楽CD
- みつめて/四月になる頃に （1曲作詞[6]（全2曲）[5][7]）
- みつめてナイト ヴォーカライズ （5曲作詞（全8曲）[7]＋幕間ミニドラマ4本の脚本）[5]
- SOPHIA（ソフィア） （10曲作詞[8]（全11曲）[7]＋ライナーノーツ執筆）[5]

### ラジオ
- ソフィアの純愛　（ドラマパート 脚本）[9]

### ライトノベル
（田村純一&レッド・エンタテインメント（未来1巻のみレッド・カンパニー）名義、イラスト：竜月）
- 天知未来がいる街シリーズ （富士見ミステリー文庫、全3巻、完結）
  - 天知未来がいる街1 愉快な奇術師 ～プリザント・マジシャン～
  - 天知未来がいる街2 沈黙の隠者 ～サイレント・ハーミット～
  - 天知未来がいる街3 愚者 -ザ・フール
- 精霊症候群 エレメンタルカナ （富士見ファンタジア文庫、全1巻、未完）

### 連載コラム
- Blue～僕がBlueと出会うまで～ （連載コラム）執筆[10]

### WEB小説
- Giga～DollHunt～ レッド・エンタテインメントの公式サイトに掲載していた竹浪秀行作画の漫画原作（未発表、未完）
- 沈没船の人々 個人サイトで連載していた小説（未完）

※リストのほとんど（2000年以前の作品）は閉鎖した個人サイトの仕事リストのログから引用